# 卧龙国家级自然保护区
四川卧龙国家级自然保护区是中华人民共和国已撤銷的国家级自然保护区，位於四川省阿坝藏族羌族自治州汶川縣縣域西南，是以保护大熊猫等珍稀野生动植物和高山森林生态系统为主的综合性国家级自然保护区。

## 建立
1963年，卧龙自然保护区建立，面积为2万公顷。1975年，经国务院批准，面积扩大为20万公顷，成为国家级自然保护区。1980年，保护区加入联合国教科文组织“人与生物圈”保护区网，与世界野生生物基金会合作建立中国保护大熊猫研究中心。1983年3月，考虑到卧龙自然保护区的实际问题，即保护区内居住着4000余农牧民，經国务院批准，四川省汶川县卧龙特别行政区成立，将卧龙自然保护区内的汶川县卧龙公社、耿达公社划定为汶川县卧龙特别行政区，实行部、省双重领导体制，由四川省林业厅代管。1983年7月，四川省人民政府、中华人民共和国林业部决定四川省汶川县卧龙特别行政区更名为四川省汶川卧龙特别行政区，汶川卧龙特别行政区与卧龙自然保护区管理局合署办公。2023年撤銷，併入大熊貓國家公園。

## 汶川地震後香港援建
2008年5月12日汶川地震，卧龙自然保护区因离震中不到20公里遭受严重迫使，野生大熊猫面临威胁。由於臥龍在「一省援建一個重災县」名單上被遺漏，臥龍向此前接收香港大熊貓的香港官員林鄭月娥求救，促成香港援建了大熊猫项目23个，约14.22亿人民币。
2016年5月11日，中国大熊猫保护研究中心卧龙神树坪基地——中华大熊猫苑开园，至此卧龙特区的23个与大熊猫等野生动植物保护的援建项目全部建成投入使用。

## 地理经济
卧龙自然保护区位于中国四川省汶川县西南部，邛崃山脉东部，岷江上游的映秀西侧，总面积20万公顷，是中国国家级第三大、四川省最大的自然保护区。卧龙地处四川盆地向青藏高原过渡的高山峡谷地带，地势由西北向东南急剧递减。区内山高谷深，相对高差悬殊，西北的四姑娘山海拔6,250公尺，东部木江坪海拔1,150公尺，两地相距48公里，相对高差达5.1公里。区内主要河流有皮条河、正河、西河和中河，河流西侧发育许多支流，形成树枝状水系，河谷呈V形状，落差较大，有丰富的水电资源。卧龙自然保护区属青藏高原气候区，夏季凉爽多雨，冬季寒冷干燥。年均气温9.8℃，气温最低在1月，温度为-1.7℃，最高在7月，温度为17℃。年日照时数926.7小时，年降雨量1,800毫米，蒸发量873.9毫米，相对湿度80%以上。保护区有从亚热带到冰缘环境的各种土壤类型，从河谷到山顶，主要土壤类型垂直分布为：山地黄壤、山地黄棕壤、山地暗棕壤、山地棕色暗针叶林土、亚高山草甸土、高山草甸土和高山寒漠土。
卧龙自然保护区因“熊猫之乡”、“宝贵的生物基因库”、“天然动植物园”而知名，有丰富的动物资源、植物资源和矿产资源。保护区内共分布着100多只大熊猫，约占全国总数的10%。除熊猫外，其它国家级重点保护的共有56种，其中属于国家一级重点保护的野生动物12种，二类保护动物44种。脊椎动物有450种，其中兽类103种，鸟类283种，两栖类21种，爬行类25种，鱼类18种；昆虫约1700种。保护区受海拔和山地气候影响，形成植被分布垂直带谱，海拔由低到高依次是：常绿阔叶林、常绿-落叶阔叶混交林、落叶阔叶林、针阔叶混交林、亚高山针叶林、高山灌丛、高山草甸及高山流石滩稀疏植被。保护区内植物有近4,000种，高等植物1989种。药用植物约870种，油脂植物80种，淀粉及糖类植物42种，维植物60种，单宁植物42种, 芳香植物28种。此外保护区有供大熊猫可食的竹类8种，面积近6万公顷，为大熊猫的生存繁衍提供条件。种子植物中，裸子植物20种，被子植物1,604种，被列为国家级保护的珍贵濒危植物有24种（其中一级保护植物有珙桐、连香树、水清树），二级保护植物9种，三级保护植物13种。
卧龙自然保护区下辖卧龙镇和耿达乡，居住着藏族、羌族、汉族、回族，总人口为5,130人，其中农业人口4,304人，非农业人口826人，主要以农牧业为生活来源。2019年，卧龙特别行政区内农村经济总收入10,874.4万元人民币，农村人均纯收入1.57万元人民币，种植羊肚菌0.6公顷，收入100万元人民币。种植魔芋13.33公顷，收入60万元人民币。重楼等中药材种植9.55公顷。

## 管理机构
1979年，卧龙保护区的管理机构成立。1998年更名为国家林业局卧龙自然保护区管理局（簡稱卧龙管理局），直属国家林业局，由四川省林业厅代管，是正县处级财政全额拨款事业单位。自然保护区与全国唯一的县级特别行政区四川省汶川卧龙特别行政区（简称卧龙特别行政区或卧龙特区）的行政机构合署办公且管辖地域完全重合。